# Departament de Bolívar
Bolívar és un departament de Colòmbia. La capital del departament és Cartagena d'Índies.

## Municipis
1. Achi
2. Arjona
3. Barranco de Loba
4. Calamar (Colòmbia)
5. Cartagena
6. Córdoba
7. El Carmen de Bolívar
8. El Guamo
9. Magangue
10. Mahates
11. Margarita
12. María la Baja
13. Morales
14. Pinillos (Colòmbia)
15. Río Viejo
16. San Estanislao
17. San Fernando
18. San Jacinto
19. San Juan Nepomuceno
20. San Martín de Loba
21. San Pablo
22. Santa Catalina
23. Santa Cruz de Mompox (a.k.a. Mompós)
24. Santa Rosa
25. Santa Rosa del Sur
26. Simiti
27. Soplaviento
28. Talaigua Nuevo
29. Turbaco
30. Turbana
31. Villanueva
32. Zambrano